# هنگامی که یک غریبه تماس می‌گیرد
هنگامی که یک غریبه تماس می‌گیرد (به انگلیسی: When a Stranger Call) یک فیلم آمریکایی در ژانر وحشت و دلهره‌آور محصول سال ۲۰۰۶ به کارگردانی سایمون وست است. این فیلم بازسازی فیلم ترسناک فرد والتون در سال ۱۹۷۹ با همین نام است.

## بازیگران
- کمیلا بل
- برایان گراتی
- کیتی کسیدی
- کلارک گرگ [۳][۴][۵]

## فروش
این فیلم ۸۷ دقیقه‌ای که با بودجه ۱۵ میلیون دلاری ساخته شد که در اکران خود توانست به فروش جهانی ۶۷میلیون دلاری برسد.